# Nicolas Laureau
Pour les articles homonymes, voir Laureau.
Don Nino ou Don Niño, pseudonymes de Nicolas Laureau, né le 1er octobre 1973 à Montpellier, est un auteur, compositeur et musicien français qui vit et travaille à Pantin.
Au-delà de son activité en solo, il est impliqué dans le projet instrumental NLF3, trio formé en 2000 à la suite de l’arrêt de son groupe post-punk Prohibition en 1999.
Il réalise l'album de Françoiz Breut La Chirurgie des Sentiments en 2012.
En 2013, il fonde le projet We:Mantra, avec Cubenx et Antoine Schmitt pour une série de concerts-performances et un enregistrement.
En 2018, il crée le duo Specio avec la chanteuse et comédienne Sasha Andres.
En 2019, il collabore avec le danseur franco-américain Yves Musard pour une tournée aux Etats-Unis.
Avec Shane Aspegren et Jérôme Lorichon (ex Berg Sans Nipple) et Quentin Rollet, il enregistre l'album instrumental Scaring The Mice For Revenge, publié en 2022, sur lequel il joue le sitar.
Entre 2021 et 2023, Don Nino et Françoiz Breut s'associent sous le nom Don & Françoiz pour un album de reprises intitulé Cover Songs In Inferno.
Une nouvelle collaboration naît fin 2022 avec l'artiste Brisa Roché. Leur duo se nomme RAD.

## Biographie
Après une enfance passée à l'étranger, il suit des études à Paris et joue de la guitare électrique en autodidacte.
Dès l'adolescence, il s'intéresse à la musique indienne et apprend à jouer le sitar. Il enregistre à l'aide d'un magnétophone à 4 pistes,.
En 1989, il monte avec son frère Fabrice son premier groupe Prohibition, au sein duquel il officie comme chanteur-guitariste. Il crée en 1995 le label Prohibited Records qui publie notamment les premiers opus de Herman Dune, The Berg Sans Nipple et Purr.
Le groupe Prohibition s'arrête en 1999 et laisse derrière lui quatre albums et des centaines de concerts en Europe et aux États-Unis.

## Carrière solo et collaborations
Don Nino entame sa carrière solo en 2001 avec un premier opus de folk introspective, Real Seasons Make Reasons avec les participations de Lori Chun Berg, Ludovic Morillon et André Herman Düne. Interviewé en 2001 par Les Inrockuptibles, il formule : « Hier je criais des murmures, aujourd'hui je murmure des cris. »
Il réalise et enregistre son deuxième album, On The Bright Scale en 2003 dans son appartement baptisé le Salon de Musique(s) pour l'occasion, en référence au cinéaste indien Satyajit Ray.
En 2007, sort l'album de reprises Mentors Menteurs !. On y retrouve notamment des titres de Gainsbourg, Syd Barrett, The Cure, Caetano Veloso, Jeanette ou encore Prince. Il est produit par Dominique Petitgand. Le guitariste expérimental Erik Minkkinen (Sister Iodine) ou encore la chanteuse Helena Noguerra y participent. Don Nino associe une série de dessins exprimant son rapport de filiation à ses mentors. La reprise de A Day In The Life des Beatles est choisie par EMI pour une compilation aux côtés de David Bowie, The Beach Boys et bien d'autres… C'est aussi à cette période qu'il collabore avec le vidéaste Pierrick Sorin lors de la Nuit Blanche 2007 à Paris.
En 2012, Don Nino revient avec l'album In the Backyard of Your Mind sur le label InFiné. Le romancier et musicien écossais Luke Sutherland (en), collaborateur du groupe Mogwai, participe à l'enregistrement, ajoutant des pistes de violons et de chœurs. Le titre Beats, est remixé par Chloé, Cubenx et Turzi pour un EP intitulé Beats remixed by…
En 2015, avec Shane Aspegren à la batterie, il enregistre l'album The Keyboard Songs. Comme son titre l'indique, il est basé sur des compositions au piano et claviers analogiques.
En janvier 2018 est annoncé un recueil de trente et un titres inédits enregistrés sur plus de quinze années d'activité. L'album est uniquement disponible sur la page Bandcamp du label Prohibited Records et s'intitule Collected In The Dust.
Le sixième album Rhapsody For The Dead Butterflies sort en mars 2019 sur Prohibited Records. Enregistré lors d'un exil estival de deux mois dans la campagne normande, l'album aborde notamment la thématique de L'Anthropocène.
Fin 2019, il collabore avec le danseur-performer Yves Musard pour une tournée aux États-Unis (Californie et Nouveau Mexique).
En Mai 2020, Don Nino compose et enregistre un septième album, intitulé A Beautiful Cloud.
Lors des confinements, Françoiz Breut et Don Nino décident de se pencher ensemble sur une une série de reprises, titres choisis dans un répertoire anglophone plutôt rock (Black Sabbath, The Cramps, Jefferson Airplane, The Kinks…). L'album qui en découle, Cover Songs In Inferno, sous le nom d'artiste Don & françoiz, est réalisé par Don Nino et sort le 26 mai 2023 sur Prohibited Records. Une tournée s'ensuit.
Une nouvelle collaboration naît fin 2022 avec l'artiste Brisa Roché. Leur duo se nomme RAD. Un premier disque vinyle collector paraît sur le label Ouvré.
Les différentes sessions d'enregistrements de Specio, duo avec Sasha Andres, sont assemblées pour un album éponyme qui paraît en mai 2024 sur  Prohibited Records .

## Discographie
Don Nino, Don Niño et Don & Françoiz :
- Real Seasons Make Reasons, album CD (Prohibited Records 2001)
- Paint Me in Watercolors, compilation Acuarela Songs, album 2 CD (Acuarela 2002)
- It's Xmas. Compilation VPRO XMas songs, (VPRO Radio 2002)
- On The Bright Scale, album CD (Prohibited Records 2004)
- Mentors Menteurs !, album CD (Prohibited Records 2007)
- We Do A Key, compilation I Regret Not Having Kissed You, Double LP (dokidoki 2007)
- In the Backyard of Your Mind (sous Don Niño), album CD/LP (InFiné 2012)
- Beats remixed by Chloé / Turzi / Cubenx (sous Don Niño), EP (inFiné 2013)
- The Keyboard Songs (sous Don Niño), CD (Prohibited Records 2015)
- Collected In the Dust (sous Don Niño), Digital (Prohibited Records 2018)
- Rhapsody For The Dead Butterflies, CD/Digital (Prohibited Records 2019)
- A Beautiful Cloud, CD/LP/Digital (Prohibited Records 2021)

- Cover Songs In Inferno (sous Don & Françoiz) (Prohibited Records 2023)

NLF3 :
- Part 1 - Part 2, double album CD (Prohibited Records 2000)
- Viva! (Prohibited Records 2003)
- Music for Que Viva Mexico!, Album CD (Prohibited Records 2006)
- Echotropic EP/CD (Prohibited Records 2008)
- Ride on a Brand New Time, Album CD/LP (Prohibited Records 2009)
- Beautiful Is the Way to the World Beyond, (Prohibited Records, Clapping Music 2010)
- Beast Me EP (Prohibited Records 2011)
- Pink Renaissance, CD/LP (Prohibited Records 2014)
- Waves Of Black and White, CD/LP (Prohibited Records 2017)
- ABCDEFG HI !, CD/LP (Prohibited Records 2020)

Prohibition :
- Turtle, CD (Distorsion, 1993)
- Nobodinside CD (Distorsion, 1994)
- Cobweb-Day CD/LP (Prohibited Records 1995)
- Towncrier CD/LP (Prohibited Records 1996)
- #5Followthetowncrier CD (Prohibited Records 1997)
- 14 Ups & Downs CD/LP (Prohibited Records 1998)

We:Mantra :
- First Moods, EP (InFiné 2014)

Shane Aspegren, Nicolas Laureau, Jérôme Lorichon, Quentin Rollet :
- Scaring The Mice For Revenge CD/LP (Prohibited Records 2022)

RAD :
- Magenta, Cyan, White EP (Ouvré 2023)

Specio :
- Specio, album CD (Prohibited 2024)